# Mel Galley
Mel Galley (Cannock, Staffordshire, 8 de março de 1948 – 1 de julho de 2008) foi um guitarrista britânico que atuou em diversas bandas como Trapeze, Whitesnake, Phenomena e Finders Keepers.
Seus maiores sucessos foram as músicas "Aint no love in the heart of the city", com a banda Whitesnake, e "Did it all for love", com a banda Phenomena, durante a década de 80.
O músico perdeu a batalha contra um devastador câncer de esôfago. Mesmo em crítica condição de saúde, Galley postava mensagens encorajadoras em sua página no MySpace, emocionando familiares, amigos e músicos mundo afora.
Na mais recente tour européia do Whitesnake, David Coverdale dedicou "Love Ain’t No Stranger" para o amigo todas as noites, canção essa inclusive composta pela dupla. Outro ex-companheiro e amigo, o baixista e vocalista Glenn Hughes, também se manifestou sobre a morte de Galley: "Melville, comigo, o seu legado está em boas mãos! Nos encontramos um dia no Jardim, e logo o reconhecerei como meu irmão".
Mel Galley morreu em 1 de julho de 2008.

## Discografia

### Com Finders Keepers
"Sadie, The Cleaning Lady" (single)

### Com Trapeze
- Trapeze
- Medusa
- You Are the Music...We're Just the Band
- The Final Swing
- Hot Wire
- Live At The Boat Club
- Trapeze (1976)
- Hold On a.k.a. Running
- Live in Texas: Dead Armadillos
- Welcome to the Real World
- High Flyers: The Best of Trapeze
- Way Back to the Bone
- On the Highwire

### Com Glenn Hughes
- Play Me Out

### Com Whitesnake
- Saints & Sinners
- Slide It In

### Com Phenomena
- Phenomena
- Phenomena II "Dream Runner"
- Phenomena III "Inner Vision"
- Psychofantasy

### Com Cozy Powell
- Octopuss